# بایسرکا
بایسرکا (به قزاقی: Bayserka) یک منطقهٔ مسکونی در قزاقستان است که در استان آلماتی واقع شده‌است.